# Mountsorrel South End
Mountsorrel South End var en civil parish 1866–1884 när det uppgick i Mountsorrel, i grevskapet Leicestershire, i England. Civil parish var belägen 10 km från Leicester och hade 1 045 invånare år 1881.